# کمپین ریاست‌جمهوری بیل ولد (۲۰۲۰)
کمپین ریاست‌جمهوری بیل ولد، ۲۰۲۰ (انگلیسی: Bill Weld 2020 presidential campaign) در ۱۵ فوریه، ۲۰۱۹ فرماندار بیل ولد ایجاد رقابت‌های مقدماتی ریاست‌جمهوری حزب جمهوری‌خواه (۲۰۲۰) را اعلام کرد.در ۱۵ آوریل ۲۰۱۹ او به‌طور رسمی کاندیداتوری خود را برای ریاست‌جمهوری و به چالش کشیدن دونالد ترامپ رئیس‌جمهور کنونی اعلام نمود. ولد پیش از این در انتخابات ریاست‌جمهوری ایالات متحده آمریکا (۲۰۱۶) نامزد حزب آزادی در رقابت مقابل گری جانسن بود.

## تحولات کمپین ۲۰۱۹

### فوریه ۲۰۱۹ راه اندازی
در ۱۵ فوریه سال ۲۰۱۹، ولد رسماً کاندیداتوری خود را اعلام کرد، همچنین تشکیل کمیته اکتشافی در آماده‌سازی برای اجرای پیش نویس‌های رقابت‌های انتخاباتی حزب جمهوریخواه در سال ۲۰۲۰. بلافاصله، ولد شروع به تبلیغ حضورش در رقابت‌ها در رسانه‌ها کرد. ولد در رقابت‌های ریاست‌جمهوری سال ۲۰۱۹ در سی‌ان‌ان ظاهر شد و معتقد بود که ترامپ «برای مردم آمریکا تحقیر شده‌است». او در روزهای بعد در روز ۱۹ فوریه ۲۰۱۹ در روزنامه «بلومبرگ نیوز» و «ام اس ان بی سی» در «صبح به خیر» ظاهر شد. در صبح به‌خیر، او دونالد ترامپ را به عنوان رئیس‌جمهور مورد انتقاد قرار داد، مخصوصاً در مورد اینکه سیاست خارجی نامناسبی را در رابطه با کره شمالی و روسیه ارائه کرد.

### اعلام رسمی
در تاریخ ۱۵ آوریل ۲۰۱۹، ولد رسماً نامزدی خود را برای نامزد جمهوریخواهان در جریان حضور در مصاحبه با سی‌ان‌ان در برنامه جیک تاپر اعلام کرد. کمپین ولد توسط جنیفر هورن، رئیس سابق کمیته امور خارجه جمهوری‌خواه نیوهمپشایر اداره می‌شود و همچنین استوارت استیونس، استراتژیست برتر برای مبارزات انتخاباتی ریاست‌جمهوری میت رامنی ۲۰۱۲ را شامل می‌شود.

## موقعیت‌های سیاسی

### سقط جنین
ولد به شدت طرفدار انتخاب تمام کارهایی که پذیرفته‌است.

### حقوق دگرباشی جنسی
ولد یک حامی مستمر حقوق دگرباشی جنسی و حق ازدواج همجنسگرایان بوده‌است. او معتقد است که این یک حق پایه انسانی است.

### اقتصاد
ولد خود را به لحاظ اقتصادی یک محافظه کار توصیف می‌کند، با اهداف کاهش هزینه‌ها و تعادل بودجه. به همین دلیل، او به عنوان «محافظه کار کلاسیک» توصیف شده‌است.

### تحصیلات
ولد یکی از حامیان مدارس غیرانتفاعی است، او اولین بیست و پنج مدرسه غیرانتفاعی ماساچوست را به عنوان فرماندار ماساچوست تأسیس کرده‌است.